# 排練號

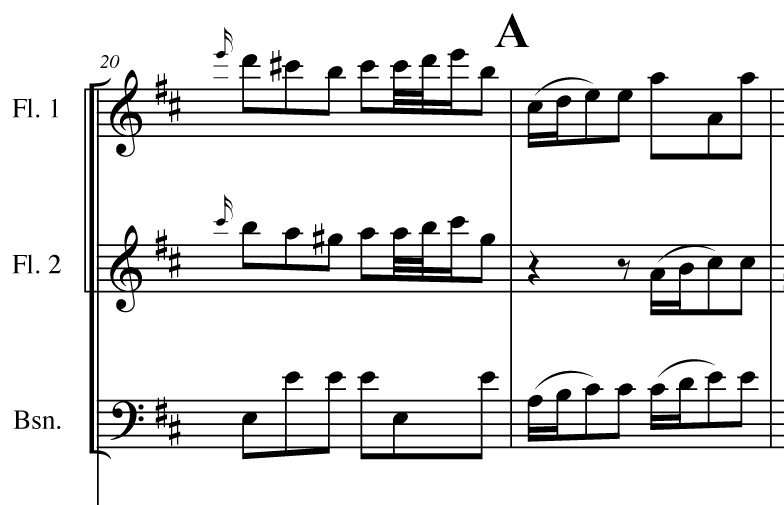
選自德國作曲家加魯柏納(Christoph Graupner)的《D大調交響曲》，Nagel 75. 在第21小節上顯示了排練號「A」。

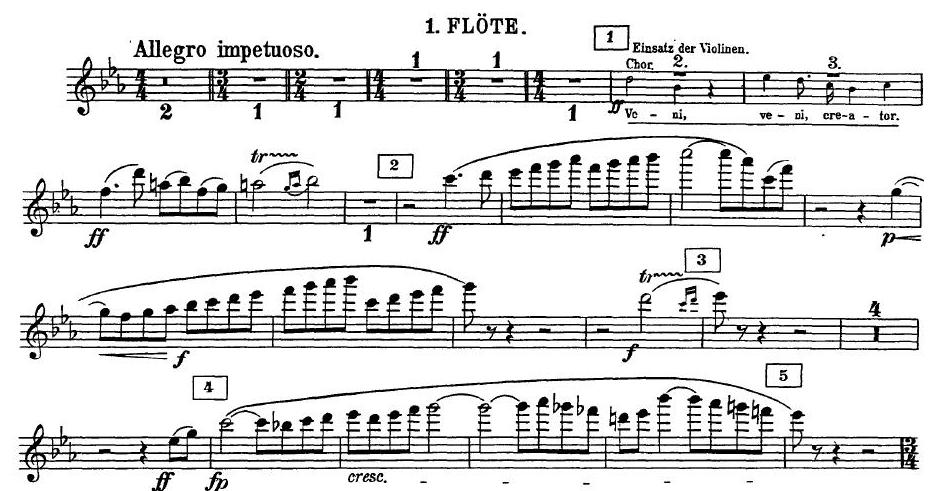
馬勒的第8號交響曲第1長笛分譜，可以見到以黑框標示的排練號。

排練號（英文：Rehearsal number 或 Rehearsal letter）是音樂記譜法的一種符號，常見於管絃樂、合奏或室樂曲目中，為小節數以外顯示樂曲位置的方式。排練號的最大功用是：在練習需要暫停，或需要從樂曲中段再次演奏時，讓演奏者快速得知相關位置。
排練號可以使用數字、英文字母、或者羅馬數字、字母和數字混合等方式標示（一般不採用圖案）。現代標示排練號，通常在該小節左上方，以粗體或（及）一個黑色框將其標明。
史博據傳是最先採用排練號的作曲家
。不過現今的樂譜出版商，已經為更早期的樂曲加添加排練號，因此這說法有待商榷。